# Richland (Nebraska)
Richland je selo u američkoj saveznoj državi Nebraska. Prema popisu stanovništva iz 2010. u njemu je živjelo 73 stanovnika.